# Chaetomium cancroideum
Chaetomium cancroideum är en svampart som beskrevs av Tschudy 1937. Chaetomium cancroideum ingår i släktet Chaetomium och familjen Chaetomiaceae.   Inga underarter finns listade i Catalogue of Life.